# Enaw
Enaw (hebr. עינב) – wieś położona w Samorządzie Regionu Szomeron, w Dystrykcie Judei i Samarii, w Izraelu.
Leży w zachodniej części Samarii, w otoczeniu terytoriów Autonomii Palestyńskiej.

## Historia
Osada została założona w 1981.